# Anita Björk
Anita Barbro Kristina Björk (Tällberg, 25 aprile 1923 – Stoccolma, 24 ottobre 2012) è stata un'attrice svedese, che fu attiva in campo cinematografico, teatrale e televisivo.

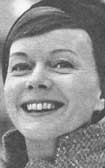
Anita Björk nei primi anni '60

Definita la "Lady del teatro svedese", interpretò oltre cento differenti ruoli tra teatro, cinema e televisione, spesso sotto la regia di Ingmar Bergman.

## Biografia

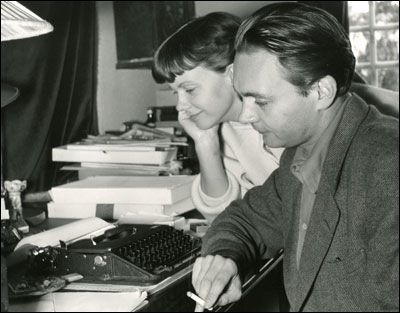
Anita Björk assieme al marito, il giornalista e scrittore Stig Dagerman (1923-1954), all'inizio degli anni cinquanta

Tra cinema e televisione, partecipò complessivamente - a partire dall'inizio degli anni quaranta - a circa una cinquantina di differenti produzioni. Tra i suoi ruoli più celebri, figura quello di Miss Julie nel film, diretto da Alf Sjöberg, La notte del piacere (Fröken Julie, 1951). Fu in seguito al successo internazionale di questo film che Alfred Hitchcock volle ingaggiarla per il film Io confesso (1953), ma la parte venne poi assegnata ad Anne Baxter.

## Vita privata
Fu moglie dell'attore Olof Bergström (1919-1984) e del giornalista e scrittore Stig Dagerman (1923-1954), compagna dello scrittore Graham Greene e madre dell'attore Jonas Bergström.

## Filmografia

### Cinema
- Strada di ferro (Himlaspelet), regia di Alf Sjöberg (1942)
- Räkna de lyckliga stunderna blott, regia di Rune Carlsten (1944)
- 100 dragspel och en flicka, regia di Ragnar Frisk (1946)
- Ingen väg tillbaka, regia di Edvin Adolphson (1947)
- La furia del peccato (Kvinna utan ansikte), regia di Gustaf Molander (1947)
- Det kom en gäst..., regia di Arne Mattsson (1947)
- På dessa skuldror, regia di Gösta Folke (1948)
- Människors rike, regia di Gösta Folke (1949)
- Kvartetten som sprängdes, regia di Gustaf Molander (1950)
- La notte del piacere (Fröken Julie), regia di Alf Sjöberg (1951)
- Donne in attesa (Kvinnors väntan), regia di Ingmar Bergman (1952)
- Han glömde henne aldrig, regia di Sven Lindberg (1952)
- Gente di notte (Nigtht People), regia di Nunnally Johnson (1954)
- Die Hexe, regia di Gustav Ucicky (1954)
- Giftas, regia di Anders Henrikson (1955)
- Il cavaliere di Gerusalemme (Der Cornet - Die Weise von Liebe und Tod), regia di Walter Reisch (1955)
- Hamlet, regia di Alf Sjöberg (1955)
- Moln över Hellesta, regia di Rolf Husberg (1956)
- Sången om den eldröda blomman, regia di Gustaf Molander (1956)
- Gäst i eget hus, regia di Stig Olin (1957)
- La dama in nero (Damen i svart), regia di Arne Mattsson (1958)
- Körkarlen, regia di Arne Mattsson (1958)
- Mannekäng i rött, regia di Arne Mattsson (1958)
- Tärningen är kastad, regia di Rolf Husberg (1960)
- Goda vänner, trogna grannar, regia di Torgny Anderberg (1960)
- Square of Violence, regia di Leonardo Bercovici (1961)
- Vita frun, regia di Arne Mattsson (1962)
- Gli amorosi (Älskande par), regia di Mai Zetterling (1964)
- Väntande vatten, regia di Gösta Werner - cortometraggio (1965)
- Utro, regia di Astrid Henning-Jensen (1966)
- Tofflan, regia di Torgny Anderberg (1967)
- Komedi i Hägerskog, regia di Torgny Anderberg (1968)
- Adalen '31 (Ådalen 31), regia di Bo Widerberg (1969)
- L'eredità (Arven), regia di Anja Breien (1979)
- Caccia alla strega (Forfølgelsen), regia di Anja Breien (1981)
- Amorosa, regia di Mai Zetterling (1986)
- Con le migliori intenzioni (Den goda viljan), regia di Bille August (1992)
- Sanna ögonblick, regia di Lena Koppel e Anders Wahlgren (1998)

### Televisione
- Bacchusfesten, regia di Håkan Ersgård e Toralf Sandø – film TV (1962)
- Handen på hjärtat, regia di Jan Molander – film TV (1962)
- Misantropen, regia di Håkan Ersgård – film TV (1963)
- Gertrud, regia di Bengt Lagerkvist – film TV (1963)
- Anna Sophie Hedvig, regia di Håkan Ersgård – film TV (1963)
- Hittebarnet, regia di Gustaf Molander – film TV (1963)
- Bandet, regia di Bengt Lagerkvist – film TV (1964)
- Etienne, regia di Lars Löfgren – film TV (1967)
- Kommer hem och är snäll, regia di Keve Hjelm – film TV (1973)
- Karl XII, regia di Keve Hjelm – film TV (1974)
- Bestigningen av Fujijama, regia di Ernst Günther – film TV (1974)
- Sjung vackert om kärlek, regia di Gunnel Lindblom – film TV (1976)
- Bröderna, regia di Jackie Söderman – miniserie TV (1977)
- Tribadernas natt, regia di Per Verner-Carlsson – film TV (1978)
- Midsommardröm i fattighuset, regia di Bengt Lagerkvist – film TV (1980)
- Häpnadsväktarna – serie TV, episodio 2x01 (1982)
- Damorkestern, regia di Ingvar Kjellson – film TV (1987)
- Flickan vid stenbänken – serie TV, 6 episodi (1989)
- Markisinnan De Sade, regia di Ingmar Bergman – film TV (1992)
- Snoken – serie TV, episodio 1x02 (1993)
- Conversazioni private (Enskilda samtal), regia di Liv Ullmann – film TV (1996)
- Vanità e affanni (Larmar och gör sig till), regia di Ingmar Bergman – film TV (1997)
- Bildmakarna, regia di Ingmar Bergman – film TV (2000)

## Riconoscimenti
- 2006 - Guldbagge
  - Premio Guldbagge onorario